# توماس بریلز
توماس بریلز (انگلیسی: Thomas Briels؛ زادهٔ ۲۳ اوت ۱۹۸۷) بازیکن هاکی روی چمن اهل بلژیک است.